# Отакар Вавра
Отака́р Ва́вра (чеськ. Otakar Vávra; 28 лютого 1911, Градець-Кралове, Австро-Угорщина (нині — Чехія) — 15 вересня 2011, Прага, Чехія) — чеський кінорежисер, сценарист, монтажер і педагог. За 80 років активної творчої діяльності зняв близько п'ятдесяти кінострічок в найрізноманітніших жанрах.

## Біографія
Отакар Вавра народився 28 лютого 1911 року в Градці-Кралове, Австро-Угорщина (нині Чехія). Після закінчення середньої школи вивчав архітектуру в технічних вишах Брно і Праги. Починаючи з 1929-го зацікавився кінематографом, писав статті про кіно. Як член об'єднання прогресивної інтелігенції «Лівий фронт» брав участь в організації перших переглядів радянських фільмів в Чехословаччині.
На початку 1930-х Ваврf зняв декілька короткометражних фільмів, переважно експериментального характеру («Світло пронизує пітьму», спільно з оператором Ф. Пілатом, «Ми живемо в Празі», «Листопад» та ін.). Працював сценаристом і асистентом режисера на низці стрічок. Як сценарист і режисер спеціалізувався на екранізаціях чеської і світової класики. У ігровому кіно дебютував фільмом «Філософська історія» (1937, за однойменною повістю Алоїса Їрасека), що оповідає про революційні події 1848 року та участь в них патріотично налаштованих чеських студентів. Потім слідували «Невинність» (1937, за повістю Марії Маєрової) та вільна адаптація п'єси класика чеської драматургії Ладислава Строупежницького — комедія «Цех кутногорських дів» (1939).
У роки німецької окупації Отакар Вавра продовжив почату лінію двома фільмами з празького життя за романами К. М. Чапека-Хода «Гумореска» (1937) і «Турбіна» (1941) та вдалою екранізацією класичної «Казки травня» В Моштика, що поетично прославляє природу й чистоту людських почуттів. На початку 1940-х знімає декілька малопомітних фільмів як за власними сценаріями, так і екранізацій, бажаючи врятувати від примусових робіт на окупантів себе і друзів-кінематографістів. Дві історичні стрічки за 3. Вінтером «Розіна-знайда» (1945) і «Безтурботний бакалавр» (1946), закінчені вже після звільнення Чехословаччини, завершують цей період творчості Ваври.
Наприкінці Другої світової війни (1944—1945) Отакар Вавра брав участь в розробці проекту націоналізації вітчизняного кінематографа, а після завершення війни - в його реалізації. З 1947 р.оку він займав низку високих посад в структурах кінематографу: художній керівник творчої групи, член колективного керівництва кіностудії «Баррандов», член ідейно-художніх рад генерального директора «Чехословацького кіно», член консультативної ради міністерства культури і освіти.
Після війни Вавра підтверджує свою репутацію високопрофесійного обдарованого режисера вдалими екранізаціями чеської класики, в яких відчувається живий контакт з часом («Передчуття», «Кракатит» і «Німа барикада», Державна премія Чехословаччини за 1949 року, за творами М. Пуйманової, К. Чапека і Я. Дрди відповідно). У першій половині 1950-х років вдало екранізує роман Ржезача «Наступ» (1952) і створює гуситську трилогію («Ян Гус», 1955, «Ян Жижка», 1956, «Проти усіх», 1957).
З 1956 року Отакар Вавра — педагог, а потім професор і керівник кафедри теле- і кінорежисури в Празькій академії виконавських мистецтв (ФАМУ). Він був педагогом практично усіх заслужених режисерів цього періоду: Віри Хитілової, Їржі Менцеля, Яна Шмідта, Мілоша Формана. У нього навчався також Емир Кустуриця.
У період так званої «нормалізації» 1970—1980 років Вавра знімає фільми про недавню й далеку історію чеського народу: «Дні зради» (1972), «Соколове» (1975, спільно з СРСР), «Визволення Праги» (1978) та ін., нові версії своїх старих фільмів («Темне сонце» за «Кракатитом» К. Чапека), серію біографічних стрічок, героями яких стають офіційно схвалені діячі національної історії і культури («Мандри Яна Амоса», «Олдржих і Вожена» та ін.).
Останній свій фільм, «Моя Прага», Отакар Вавра зняв у 2002 році. У тому ж році він випустив книгу «Надзвичайне життя режисера» про кінематографічні проблеми, що виникали з процесі створення власних фільмів, і їх можливих рішеннях.

## Фільмографія
| Рік  |      | Назва українською               | Оригінальна назва              | Режисер | Сценарист |
| ---- | ---- | ------------------------------- | ------------------------------ | ------- | --------- |
| 1931 | к/м  | Світло пронизує пітьму          | Svetlo proniká tmou            | Так     |           |
| 1931 | к/м  | Ми живемо у Празі               | Zijeme v Praze                 | Так     |           |
| 1933 |      | Світанок                        | Svítání                        |         | Так       |
| 1935 |      | Одинадцятий наказ               | Jedenácté prikázání            |         | Так       |
| 1935 |      | Мариша                          | Marysa                         |         | Так       |
| 1935 | к/м  | Листопад                        | Listopad                       | Так     | Так       |
| 1936 |      | Вуличка в рай                   | Ulicka v ráji                  |         | Так       |
| 1936 |      | Вуличні сирітки                 | Ulicnice                       |         | Так       |
| 1936 |      | Троє на снігу                   | Tri muzi ve snehu              |         | Так       |
| 1937 |      | Мораль передусім                | Mravnost nade vse              |         | Так       |
| 1937 |      | Обхідник № 47                   | Hlidac c.47                    |         | Так       |
| 1937 |      | Її падчерки                     | Její pastorkyne                |         | Так       |
| 1937 |      | Невинність                      | Panenství                      | Так     | Так       |
| 1938 |      | Філософська історія             | Filosofská historie            | Так     | Так       |
| 1938 |      | На сто відсотків                | Na sto procent                 | Так     |           |
| 1939 |      | Цех кутногорських дів           | Cech panen kutnohorských       | Так     | Так       |
| 1939 |      | Гумореска                       | Humoreska                      | Так     | Так       |
| 1939 |      | Дівчина у блакитному            | Dívka v modrém                 | Так     | Так       |
| 1939 |      | Верблюд через голкове вушко     | Velbloud uchem jehly           | Так     | Так       |
| 1939 |      | Зачарований будинок             | Kouzelný dum                   | Так     | Так       |
| 1940 |      | Пацієнтка лікаря Гегла          | Pacientka Dr. Hegla            | Так     | Так       |
| 1940 |      | Коханка в масці                 | Maskovana milenka              | Так     | Так       |
| 1940 |      | Травнева казка                  | Pohádka máje                   | Так     |           |
| 1940 | к/м  | Афера з Рубенсом                | Podvod s Rubensem              | Так     |           |
| 1941 |      | Турбіна                         | Turbina                        | Так     | Так       |
| 1942 |      | Я зараз повернуся               | Prijdu hned                    | Так     | Так       |
| 1942 |      | Зачарована                      | Okouzlená                      | Так     | Так       |
| 1943 |      | Щасливої дороги                 | Stastnou cestu                 | Так     | Так       |
| 1945 |      | Батьківщина зустрічає           | Vlast vítá                     | Так     |           |
| 1945 |      | Розіна-знайда                   | Rozina sebranec                | Так     | Так       |
| 1946 |      | Безтурботний бакалавр           | Nezbedný bakalár               | Так     | Так       |
| 1946 | док. | Шлях до барикад                 | Cesta k barikádám              | Так     |           |
| 1947 |      | Передчуття                      | Predtucha                      | Так     | Так       |
| 1948 |      | Кракатит                        | Krakatit                       | Так     | Так       |
| 1948 |      | Готель «У кам'яного столу»      | Hostinec U kamenného stolu     |         | Так       |
| 1949 |      | Німа барикада                   | Nemá barikáda                  | Так     | Так       |
| 1949 |      | Революційний 1848 рік           | Revolucni rok 1848             |         | Так       |
| 1952 |      | Наступ                          | Nástup                         | Так     | Так       |
| 1954 |      | Ботострой                       | Botostroj                      |         | Так       |
| 1954 |      | Ян Гус                          | Jan Hus                        | Так     | Так       |
| 1957 |      | Ян Жижка                        | Jan Zizka                      | Так     | Так       |
| 1958 |      | Проти всіх                      | Proti vsem                     | Так     | Так       |
| 1958 |      | Громадянин Бріх                 | Obcan Brych                    | Так     | Так       |
| 1959 |      | Перша рятувальна                | První parta                    | Так     | Так       |
| 1960 |      | Поліцейська година              | Policejní hodina               | Так     | Так       |
| 1960 |      | Серпнева неділя                 | Srpnová nedele                 | Так     | Так       |
| 1960 | док. | Народний артист Зденек Штепанек | Národní umelec Zdenek Stepánek | Так     | Так       |
| 1961 |      | Нічний гість                    | Nocni host                     | Так     | Так       |
| 1962 |      | Гаряче серце                    | Horoucí srdce                  | Так     | Так       |
| 1965 |      | Золотий ранет                   | Zlatá reneta                   | Так     | Так       |
| 1966 |      | Романс для флюгельгорна         | Romance pro křídlovku          | Так     | Так       |
| 1968 |      | Тринадцята кімната              | Trináctá komnata               | Так     | Так       |
| 1969 |      | Молот проти відьом              | Kladivo na carodejnice         | Так     | Так       |
| 1972 |      | Дні зради                       | Dny zrady                      | Так     | Так       |
| 1975 |      | Соколово                        | Соколово                       | Так     | Так       |
| 1977 |      | Історія любові і честі          | Príbeh lásky a cti             | Так     | Так       |
| 1978 |      | Визволення Праги                | Osvobození Prahy               | Так     | Так       |
| 1981 |      | Темне сонце                     | Temné slunce                   | Так     | Так       |
| 1983 |      | Мандри Яна Амоса                | Putování Jana Amose            | Так     | Так       |
| 1984 |      | Комедіант                       | Komediant                      | Так     | Так       |
| 1985 |      | Олдржих і Божена                | Oldrich a Bozena               | Так     | Так       |
| 1986 |      | Вероніка                        | Veronika                       | Так     | Так       |
| 1988 |      | Європа танцювала вальс          |                                | Так     | Так       |
| 2002 | к/м  | Моя Прага                       | Moje Praha                     | Так     | Так       |

## Визнання

### Нагороди
- Державна премія Чехословаччини за режисуру (1949)
- Заслужений художник (1955)
- Орден Праці (1961)
- Трилобіт (1966)
- Народний артист Чехословаччини (1968)
- Державна премія Клемента Готвальда (1968)
- Премія Антоніна Запотоцького (1973)
- Орден Республіки (1981)

### Кінопремії[6]
| Рік                                        | Категорія                                                   | Фільм                                                       | Результат |
| ------------------------------------------ | ----------------------------------------------------------- | ----------------------------------------------------------- | --------- |
| Венеційський міжнародний кінофестиваль     |                                                             |                                                             |           |
| 1938                                       | Кубок Муссоліні за найкращий іноземний фільм                | Невинність                                                  | Номінація |
| 1938                                       | Кубок Муссоліні за найкращий іноземний фільм                | Філософська історія                                         | Номінація |
| 1938                                       | Кубок Муссоліні за найкращий іноземний фільм                | Цех кутногорських дів                                       | Номінація |
| 1939                                       | Кубок Муссоліні за найкращий іноземний фільм                | Гумореска                                                   | Номінація |
| Каннський міжнародний кінофестиваль        |                                                             |                                                             |           |
| 1946                                       | Гран-прі фестивалю — Художній фільм                         | Безтурботний бакалавр                                       | Номінація |
| Кінофестиваль у Мар-дель-Плата             |                                                             |                                                             |           |
| 1960                                       | Найкращий фільм                                             | Перша рятувальна                                            | Номінація |
| 1970                                       | Найкращий фільм                                             | Молот проти відьом                                          | Номінація |
| 1970                                       | Премія кіноклуба Núcleo за найкращий фільм                  | Молот проти відьом                                          | Перемога  |
| 1970                                       | Приз ФІПРЕССІ — Спеціальна згадка                           | Молот проти відьом                                          | Номінація |
| Міжнародний кінофестиваль у Сан-Себастьяні |                                                             |                                                             |           |
| 1965                                       | «Золота мушля» за найкращий                                 | Золотий ранет                                               | Перемога  |
| Московський міжнародний кінофестиваль      |                                                             |                                                             |           |
| 1967                                       | Гран-прі                                                    | Романс для флюгельгорна                                     | Номінація |
| 1967                                       | Спеціальний срібний приз                                    | Романс для флюгельгорна                                     | Перемога  |
| 1973                                       | Золотий приз                                                | Дні зради                                                   | Номінація |
| 1900                                       | Диплом журі                                                 | Дні зради                                                   | Перемога  |
| Кінофестиваль у Пльзені                    |                                                             |                                                             |           |
| 1990                                       | «Золотий зимородок»                                         | Молот проти відьом                                          | Перемога  |
| Міжнародний кінофестиваль у Карлових Варах |                                                             |                                                             |           |
| 2001                                       | Спеціальний приз за видатний внесок у світовий кінематограф | Спеціальний приз за видатний внесок у світовий кінематограф | Перемога  |
| Премія «Чеський лев»                       |                                                             |                                                             |           |
| 2002                                       | Нагорода за художні досягнення                              | Нагорода за художні досягнення                              | Перемога  |